# Justus Roth
Justus Ludwig Adolf Roth, född 15 september 1818 i Hamburg, död 1 april 1892 i Berlin, var en tysk geolog.
Roth blev professor i Berlin 1848 och ägnade sig huvudsakligen åt petrografiska och kemisk-geologiska undersökningar liksom åt studiet av vulkanerna, men deltog även i utarbetandet av geologiska kartan över Nedre Schlesien. Bland hans viktigaste arbeten kan nämnas Der Vesuv (1857), Gesteinsanalysen (1861), Allgemeine und chemische Geologie (tre band, 1879–93) och en mängd petrografiska arbeten i "Abhandlungen der k. Akademie der Wissenschaften zu Berlin".